# ボロジノ級戦艦
| ボロジノ級戦艦                                     | ボロジノ級戦艦 |
| -------------------------------------------------- | --- |
| クロンシュタット港における「ボロジノ」（1904年）。 | |
| 艦級概観                                           | |
| 艦種                                               | 戦艦 |
| 艦名                                               | |
| 前級                                               | ツェサレーヴィチ |
| 次級                                               | エフスターフィイ級 |
| 性能諸元                                           | |
| 排水量                                             | 設計時：13,516トン 常備：14,091～14,415トン |
| 全長                                               | 121.0m 118.7m（水線長） |
| 全幅                                               | 23.22m |
| 吃水                                               | 7.97m（設計） 8.24m（常備） |
| 機関                                               | ベルヴィール式石炭専焼水管缶28基 ＋直立型三段膨張式四気筒レシプロ機関2基2軸推進 |
| 最大出力                                           | 16,300hp（設計） 15.012～16,378hp（実際） |
| 最大速力                                           | 17.8ノット（設計） 16.2～17.64ノット（実際） |
| 燃料                                               | 787トン（常備） 1,235トン（満載） |
| 航続距離                                           | 10ノット/2,600海里（常備） 10ノット/5,000海里（満載） |
| 乗員                                               | 835名 |
| 兵装                                               | Pattern 1895 30.5cm（40口径）連装砲2基 Pattern 1892 15.2cm（45口径）連装速射砲6基 Pattern 1892 7.5cm（50口径）単装速射砲20基 オチキス 4.7cm（43.5口径）単装速射砲20基 マキシム 7.62mm機銃4基 38.1cm水上魚雷発射管2門 38.1cm水中魚雷発射管2門 パラノフシキー 6.35cm（19口径）野砲2基 機雷50個                                                                              |
| 装甲                                               | クルップ鋼 舷側：152〜194mm（水線部主装甲）、165mm（弾薬庫）、145mm（艦首尾部）、38mm（水線下隔壁） 甲板：75mm（主甲板）38〜51mm 主砲塔：254mm（前盾・側盾）、63mm（天蓋） 主砲バーベット部：229mm（甲板上部）、102mm（甲板下部） 副砲塔：152mm（前盾・側盾）、30mm（天蓋） 副砲バーベット部：127mm 7.5cm砲ケースメイト部：76mm 司令塔：203mm（前盾・側盾）、37mm（天蓋） |

ボロジノ級戦艦 (Borodino-class battleships) はロシア海軍の前弩級戦艦の艦級。フランスの造船士官、アントワーヌ・ジャン・ アマブル・ラガヌにより設計・建造された前弩級戦艦「ツェサレーヴィチ」をベースにしてロシアで改設計し建造されたものである。そのフランス式設計の大きな特徴はタンブルホーム型船体や副砲までも砲塔に収める設計に見ることができる。しかし、ロシア側の設計・建造の不備から重量増加がかさんで舷側装甲の厚さは薄くなった。また、設計と建造時の不手際から実際の排水量が計画排水量を大幅に上回ったこともあって、ベースに比べて復原性に劣り、失敗作といえるものになってしまった。同型艦5隻。

## 概要

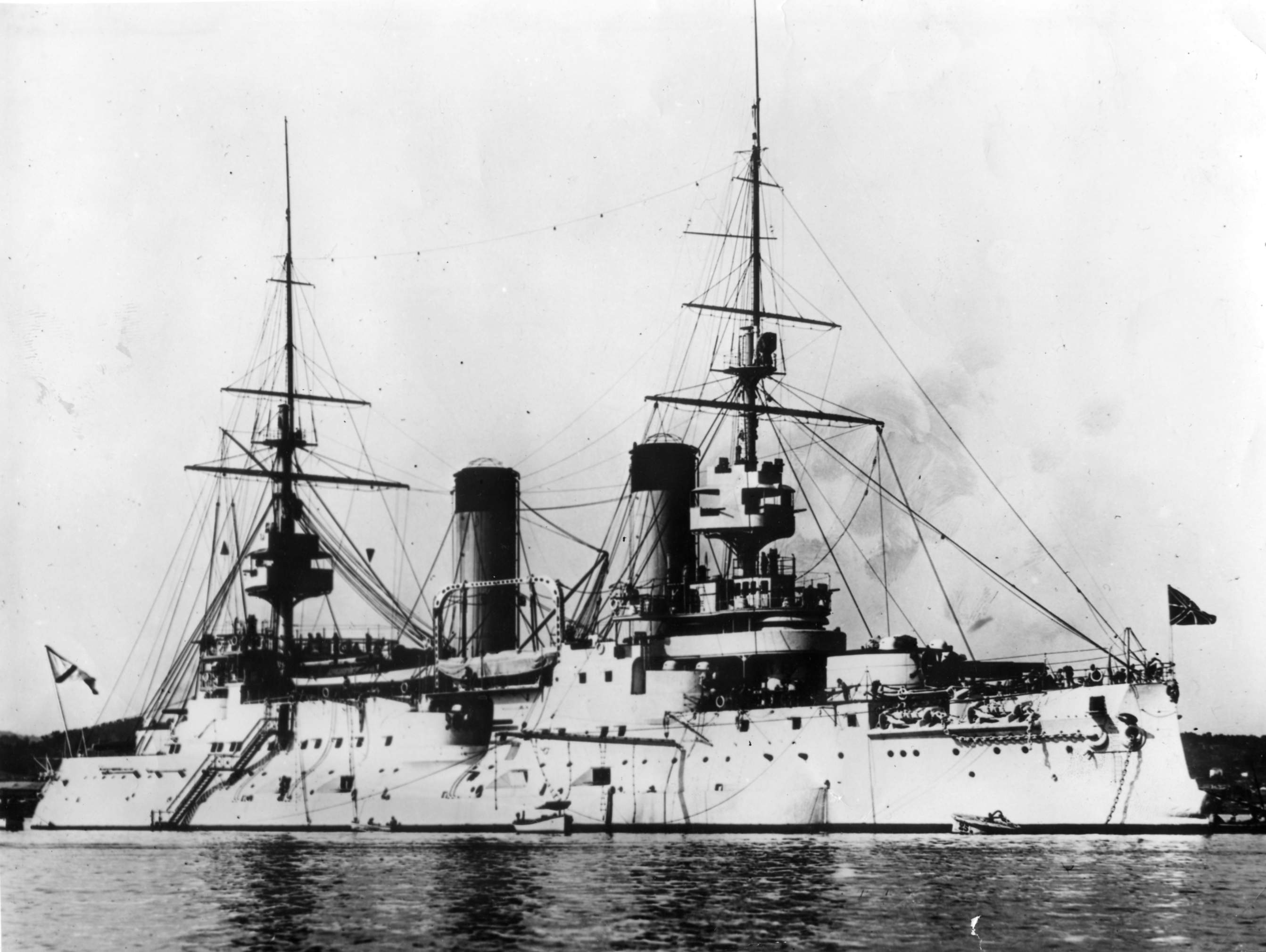
本級のベースとなった「ツェサレーヴィチ」。（1903年）

本級の計画直前、大日本帝国海軍が相次いで12インチ砲戦艦を購入していたことから、ロシア帝国海軍は対抗策を必要としていた。太平洋艦隊向けに建造した10インチ砲戦艦「ペレスヴェート級」では力不足との判断から、1898年にロシア海軍初の12インチ砲を持つ新型戦艦2隻が外国に発注された。これがアメリカのクランプ造船所（William Cramp and Sons）で建造された「レトヴィザン」と、フランスで建造された「ツェサレーヴィチ」である。このうち「ツェサレーヴィチ」はフランスからライセンス生産の許可を得られていたので、これをロシアの工業力に見合ったレベルでコピーすることで本級の建造が承認された。

## 艦形

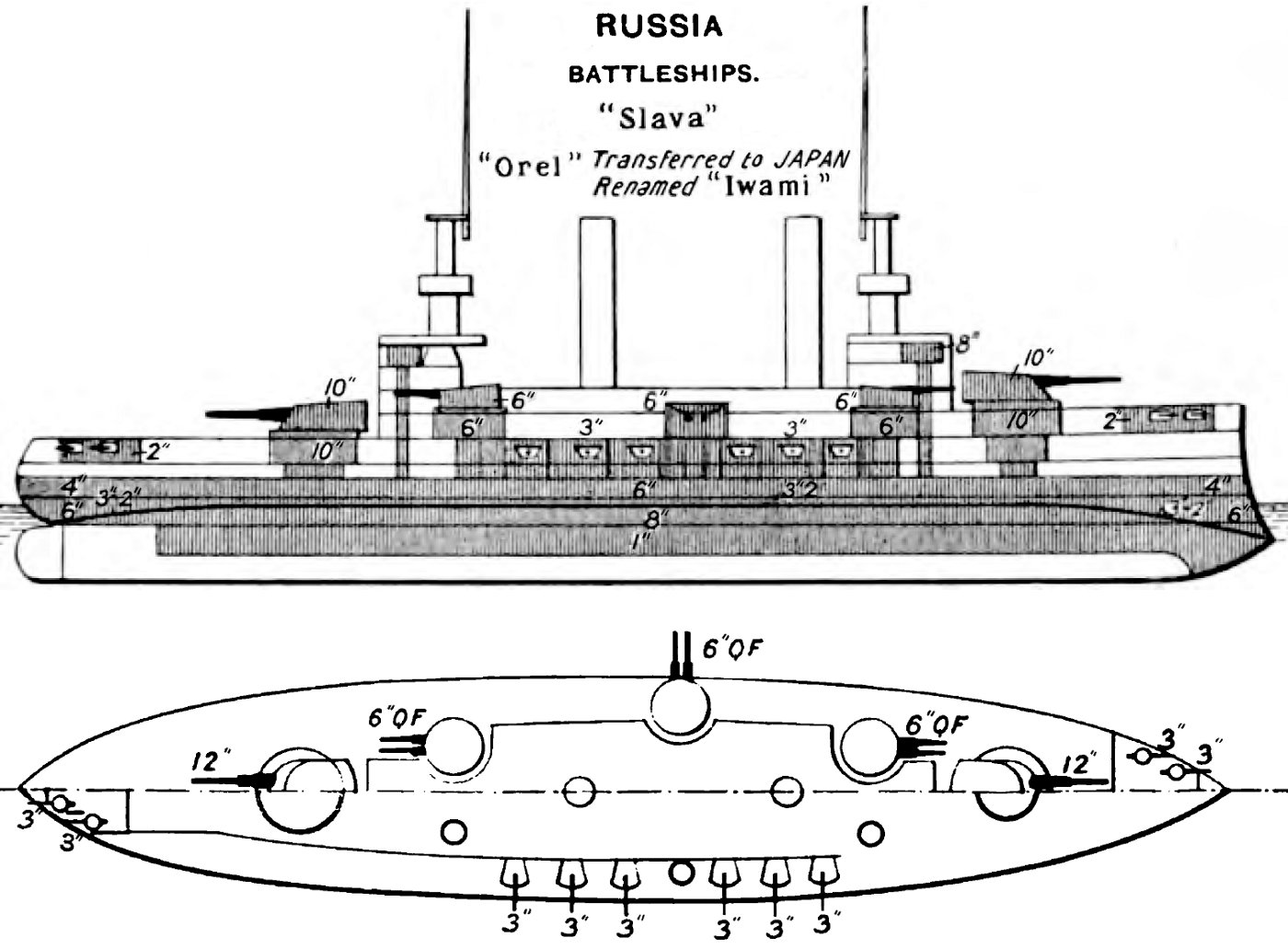
本級の武装・装甲配置を示した図。

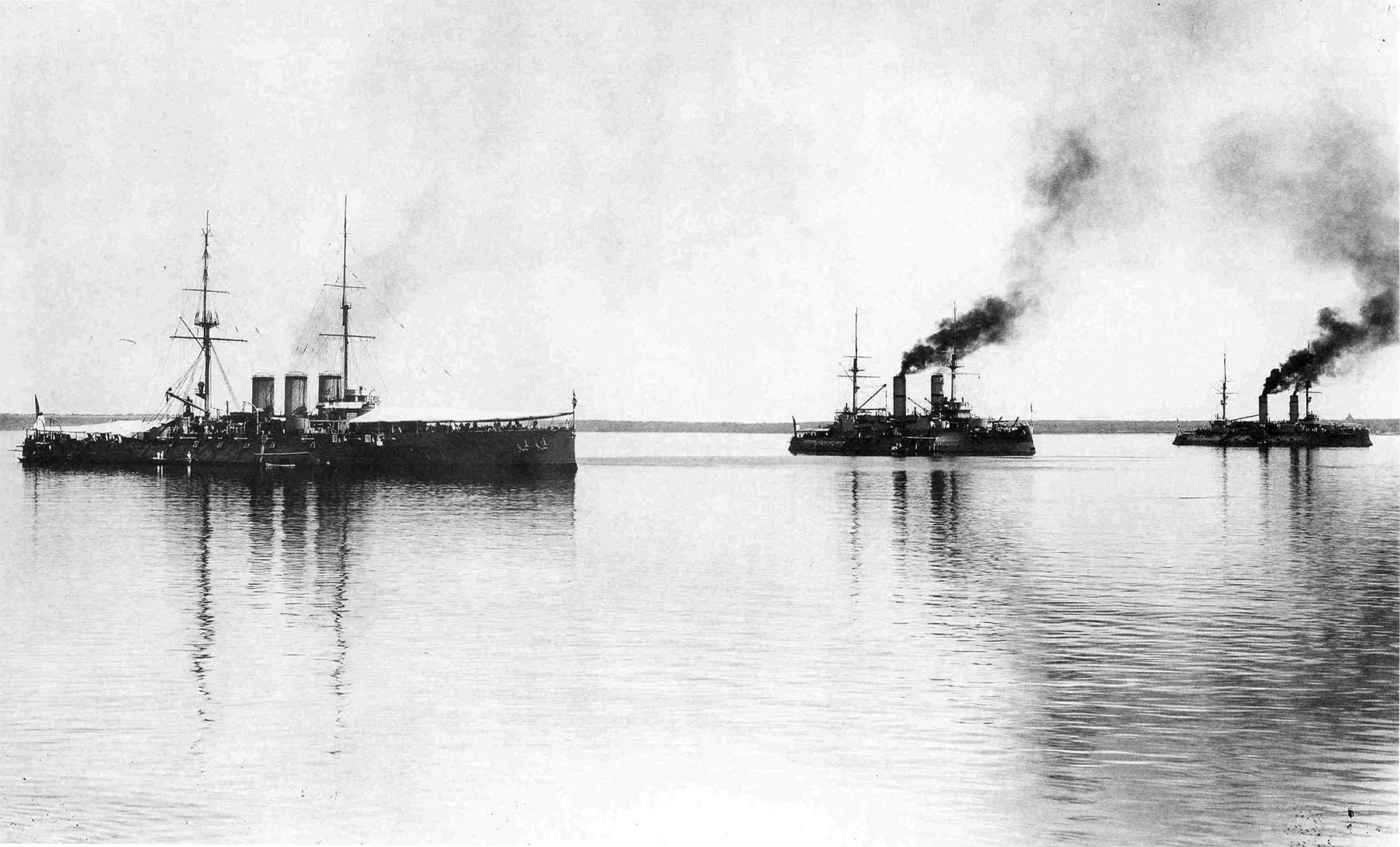
手前から装甲巡洋艦リューリク、スラヴァ、ツェサレーヴィチ。本級が原型のツェサレーヴィチに比してトップヘビーの傾向にあることが見て取れる

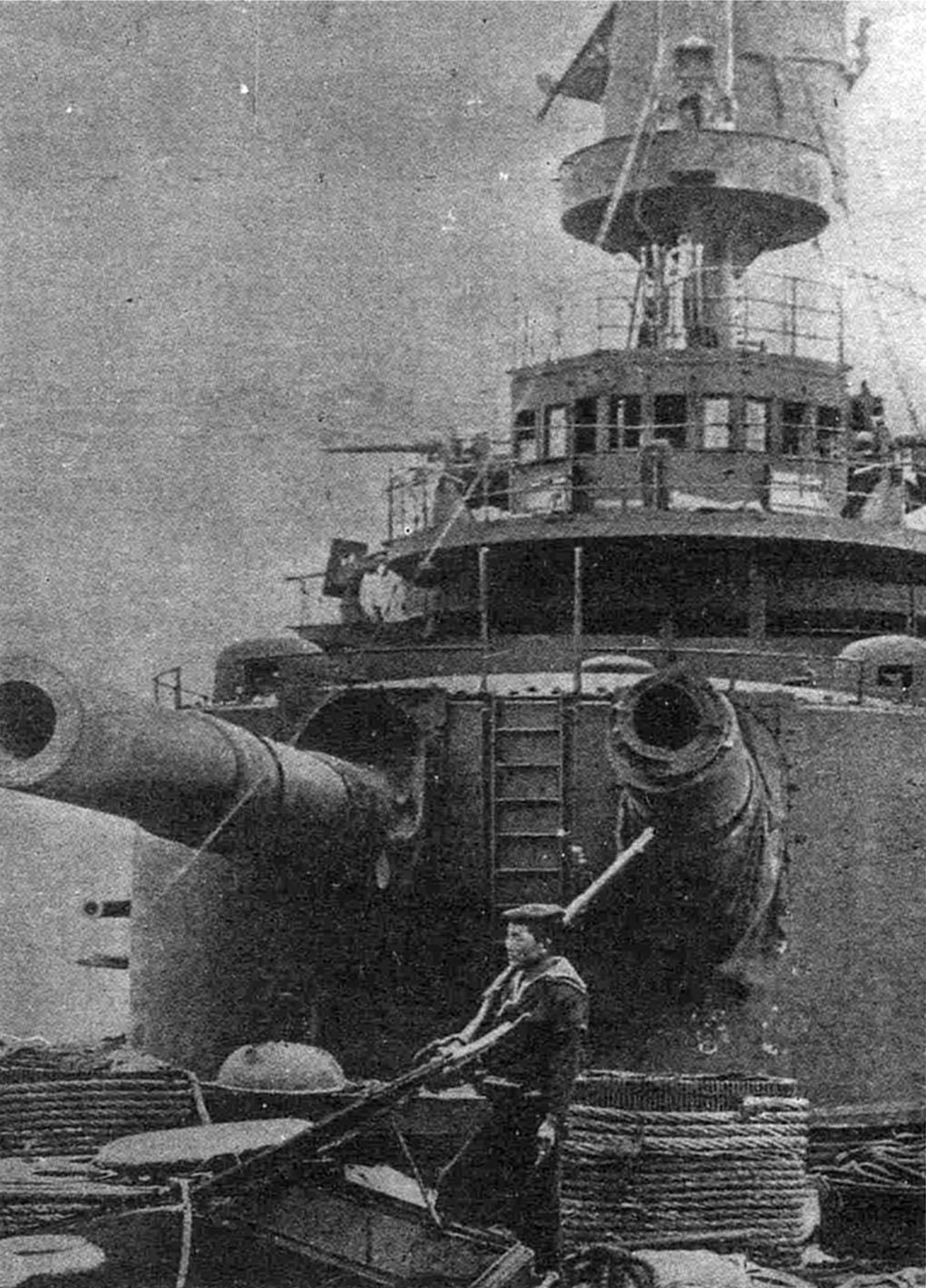
本級の主砲である「Pattern 1895 30.5cm（40口径）砲」。写真は「アリヨール」の艦首砲で左砲が欠損している。

本級の船体形状は乾舷の高い平甲板型船体であるが、「ツェサレーヴィチ」と同様に強く引き絞られた特徴的なタンブルホーム型船体となっている。これは、水線部から上の構造を複雑な曲線を用いて引き絞り、船体重量を軽減できる船体方式で、他国では同時期のドイツ海軍、アメリカ海軍の前弩級戦艦や巡洋艦などに多く採用された艦形である。外見上の特徴として水線下部の艦首・艦尾は著しく突出し、かつ舷側甲板よりも水線部装甲の部分が突出するといった特徴的な形状をしている。このため、水線面から甲板に上るに従って甲板面積は小さくなる傾向にある。これは、舷側に配された備砲の射界を船体で狭めずに広い射界を得られることや、当時の装甲配置方式では船体の前後に満遍なく装甲を貼る「全体防御方式」のために船体が短くなればその分だけ装甲を貼る面積が減り、船体の軽量化が出来るという目的に採られた手法である。
ほぼ垂直に切り立った艦首から艦首甲板に30.5cm連装主砲塔が1基、その背後に司令塔を組み込んだ艦橋からミリタリーマストが立つ。ミリタリーマストとはマストの上部あるいは中段に軽防御の見張り台を配置し、そこに37mm～47mmクラスの機関砲(速射砲)を配置した物である。これは、当時は水雷艇による奇襲攻撃を迎撃するために遠くまで見張らせる高所に対水雷撃退用の速射砲あるいは機関砲を置いたのが始まりである。形状の違いはあれどこの時代の列強各国の大型艦に多く用いられた様式であった。
本艦のミリタリーマストは内部に階段を内蔵した円筒状となっており、頂部に見張り台が設けられた。前部ミリタリー・マストの背後には断面図が小判型の煙突が二本立ち、その周囲は艦載艇置き場となっており、U字状のガントリー式クレーンにより副砲塔を避けて水面に上げ下ろしされた。
艦載艇置き場の後部には後部ミリタリー・マストが立ち、その後ろの後部甲板上に30.5cm連装主砲塔が後向きに1基配置された。本艦の舷側甲板は存在せず、連装式の15.2cm副砲塔は前後艦橋の側面部に1基ずつと船体中央部の張り出し部に1基ずつで片舷3基計6基が配置された。
この配置により艦首尾線方向に最大30.5cm砲2門、15.2cm砲8門が指向でき、左右方向には最大30.5cm砲4門、15.2cm砲6門、7.5cm砲10門が指向でき強力な火力を誇っていた。

### 主砲

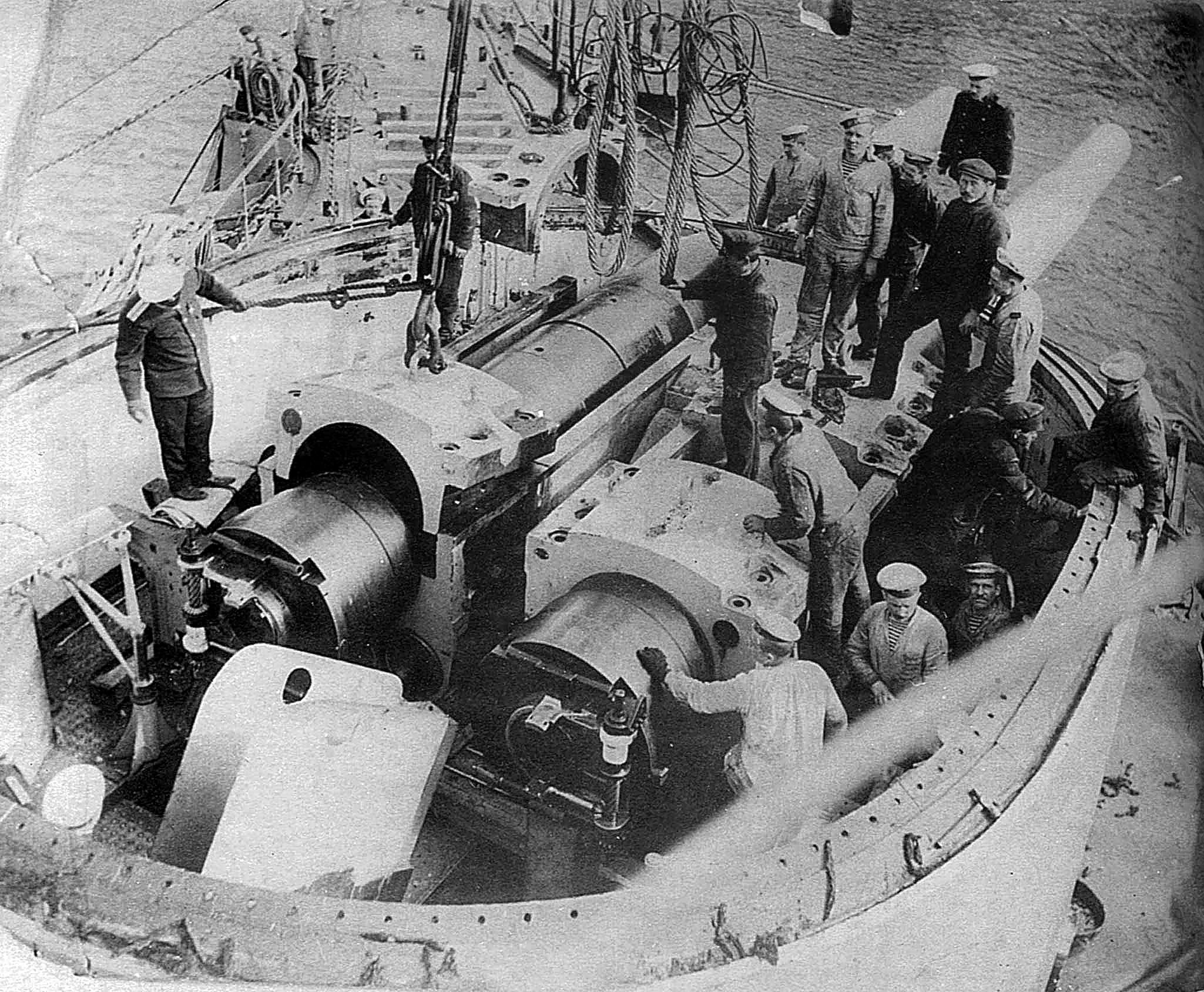
本級の主砲と同形式の主砲を搭載した「ツェサレーヴィチ」の主砲塔を分解中という珍しい写真。

主砲は前級に引き続き「Pattern 1895 30.5cm（40口径）砲」を採用した。その性能は331.7kgの砲弾を、仰角15度で14,640mまで届かせられ、射程5,490mで201mmの舷側装甲を貫通できた。この砲を新設計の連装砲塔に収めた。俯仰能力は仰角15度、俯角5度である。旋回角度は単体首尾線方向を0度として左右135度の旋回角度を持つ、主砲身の俯仰・砲塔の旋回・砲弾の揚弾・装填は主に電力で行われ、補助に人力を必要とした。発射速度は毎分1発の設計であったが平時は3分に2発の発射が可能であった。
後に「スラヴァ」のみドイツ海軍の弩級戦艦に対抗するために1916年に主砲塔の最大仰角を15度から25度へと引き上げる改造が成され、射程は21,022mに延伸された。

### その他の備砲・水雷兵装

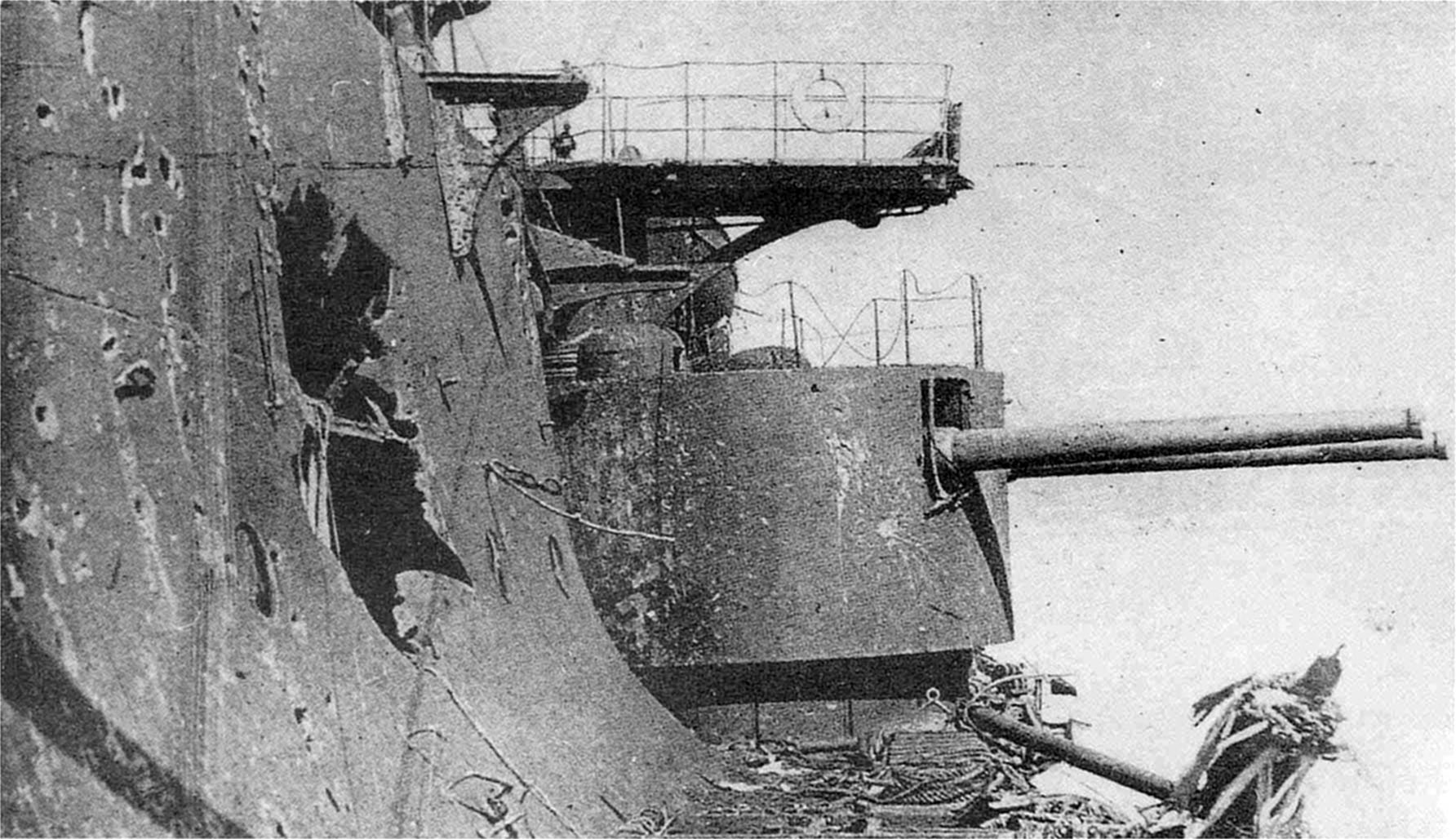
本級の副砲である「Pattern 1892 15.2cm（45口径）速射砲」。写真は「アリヨール」のもの。

副砲には「Pattern 1892 15.2cm（45口径）速射砲」を採用した。その性能は41.4kgの砲弾を、仰角20度で11,520mまで届かせられ、射程5,490mで43mmの装甲を貫通できた。この砲を新設計の連装砲塔に収めた。俯仰能力は仰角20度、俯角5度である。旋回角度は135度の旋回角度を持つ、主砲身の俯仰・砲塔の旋回・砲弾の揚弾・装填は主に電力で行われ、補助に人力を必要とした。発射速度は毎分3発の設計であった。

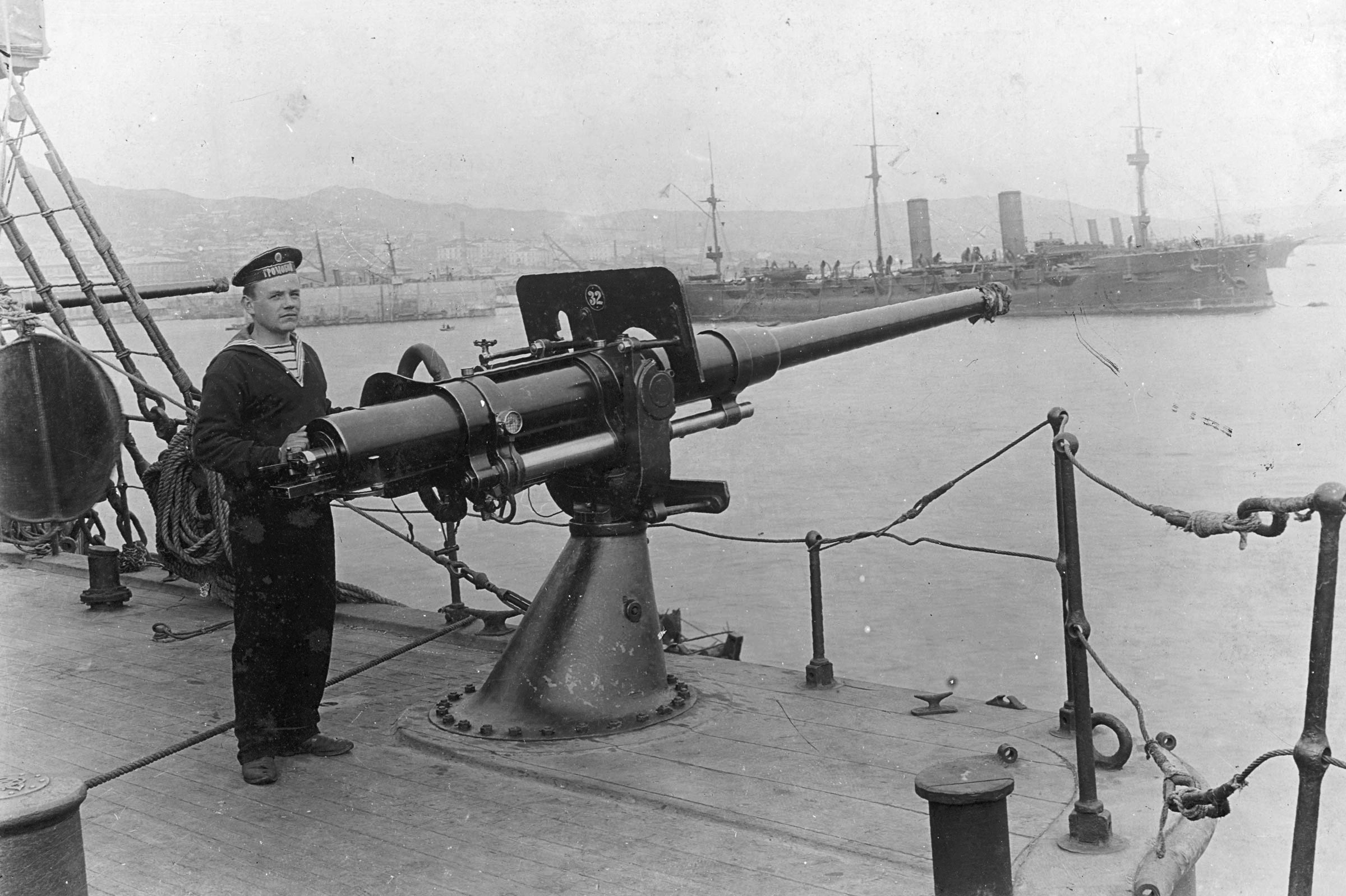
本級にも装備された「Pattern 1892 7.5cm（50口径）速射砲」。写真は巡洋艦「グロムボイ」のもの。

他に対水雷艇迎撃用にフランスのカネー社の7.5cm砲をライセンス生産した「Pattern 1892 7.5cm（50口径）速射砲」を採用した。その性能は4.9kgの砲弾を、仰角20度で7,869mまで届かせられた。この砲を単装砲架で船体舷側の装甲で覆われたケースメイト（砲郭）部に配置した。俯仰能力は仰角20度、俯角15度である。砲身の俯仰・砲塔の旋回・砲弾の揚弾・装填は主に人力を必要とした。発射速度は毎分12発であった。他に近接戦闘用にフランスのオチキス社の4.7cm砲をライセンス生産した「Pattern 1873 4.7cm（43.5口径）速射砲」を採用した。その性能は1.5kgの砲弾を仰角10度で4,575mまで届かせられた。この砲を単装砲架で20基を搭載し、うち4基は艦載艇の武装として別個に配置した。俯仰能力は仰角25度・俯角23度である。砲身の俯仰・砲塔の旋回・砲弾の揚弾・装填は主に人力を必要とした。発射速度は毎分50発であった。その他にマキシム 7.62mm機関銃を前後ミリタリーマスト上の見張り所に2丁ずつ計4丁、対艦攻撃用に38.1cm水上魚雷発射管を単装で艦首と艦尾に2基、同水中魚雷発射管を主砲塔側面部に片舷1基ずつ計2基装備した。

## 機関
本級の缶室配置には特色があり、ベルヴィール式水管缶20基を前部缶室と後部缶室が水密隔壁で二分されており、缶室は前後に2室あり、1室あたりボイラー5基を並列に配置して2室につき煙突1本が担当していた。このため、煙突は前部缶室の真上に1本、後部缶室が1本で2本煙突であった。推進機関は直立型の三段膨張式四気筒レシプロ機関2基2軸推進でネームシップの「ボロジノ」のみ「ツェサレーヴィチ」の機関をコピーした物を使用し、他の4隻はバルチック造船所が独自開発していたものを搭載した。

## 艦歴
1903年から1905年に竣工。日本海海戦では4隻の同型艦が参加し、竣工2年未満の最新鋭艦として主力を形成したが、旗艦「クニャージ・スヴォーロフを初め、「インペラートル・アレクサンドル3世」、「ボロジノ」の3隻が沈没、残った「オリョール」は日本軍に捕獲され日本の戦艦「石見」となった。3艦の沈没に関してはかねてから指摘されていた復原性の悪さが損害によって増長され転覆したとも言われ、3艦で唯一の生存乗員（沈没前に駆逐艦に移乗していたロジェストウェンスキー他生存司令部要員は除く）であるボロジノの砲手も「急に艦が転覆した」と証言している。
最後の1隻「スラヴァ」は第一次世界大戦でバルト海でドイツ艦隊と戦い、一時は撃退するなど奮戦したが、ムーンサウンド海戦で弩級戦艦「ケーニヒ」、「クローンプリンツ・ヴィルヘルム」などとの砲撃戦の末、ついに自沈した。
| 艦名                              | 起工          | 進水          | 竣工       | 艦歴                                      |
| --------------------------------- | ------------- | ------------- | ---------- | ----------------------------------------- |
| ボロジノ                          | 1899年7月     | 1901年9月8日  | 1904年8月  | 1905年5月27日戦没（日本海海戦）           |
| インペラートル・アレクサンドル3世 | 1899年7月     | 1901年8月3日  | 1903年11月 | 1905年5月27日戦没（日本海海戦）           |
| オリョール（石見）                | 1900年6月11日 | 1902年7月19日 | 1904年9月  | 1905年6月6日日本海軍編入 1922年9月1日除籍 |
| クニャージ・スヴォーロフ          | 1901年7月     | 1902年9月25日 | 1904年9月  | 1905年5月27日戦没（日本海海戦）           |
| スラヴァ                          | 1902年10月    | 1903年8月29日 | 1905年6月  | 1917年10月17日戦没（リガ湾）              |

## 参考図書
- 「世界の艦船増刊第35集　ロシア／ソビエト戦艦史」(海人社)
- 「Conway All The World's Fightingships 1860-1905」（Conway）
- 「RUSSIAN & SOVIET BATTLESHIPS」（Naval Institute Press）